# Fondation Carl-Zeiss
Pour les articles homonymes, voir Carl Zeiss (homonymie).
 (mai 2015).
Si vous disposez d'ouvrages ou d'articles de référence ou si vous connaissez des sites web de qualité traitant du thème abordé ici, merci de compléter l'article en donnant les références utiles à sa vérifiabilité et en les liant à la section « Notes et références ».
La Fondation Carl-Zeiss située à Iéna et à Heidenheim an der Brenz en Allemagne, est l'actionnaire principal des compagnies Carl Zeiss AG et  Schott AG. Elle a été fondée par Ernst Abbe et nommée en l'honneur de sa longue collaboration avec Carl Zeiss. Les deux entreprises dont la fondation est actionnaire sont spécialisées dans les domaines de l'optique, de la mécanique de précision, de l'Opto-électronique et de la Vitrocéramique. Les statuts de la Fondation insistent sur la responsabilité sociale des entreprises et de l'importance d'un traitement équitable des employés.

## Création et ambitions de la fondation
La Fondation Carl Zeiss a été fondée par le physicien et mathématicien Ernst Abbe. Il l'a appelé ainsi après que son ami Carl Zeiss meurt en 1888. L'acte de création de la fondation date du 19 mai 1889. Le 21 mai 1889, la création a été reconnue par le Grand Duc de Saxe-Weimar-Eisenach, ce qui en a fait une entité légale. Initialement Abbe avait l'intention de transférer ses intérêts dans les sociétés Carl Zeiss Jena et Glaswerk Schott & Genossen à l'université d'Iéna, dont il se sentait redevable après son ascension en tant qu'entrepreneur. Il a créé un fonds ministériel dans un but scientifique pour cette même raison en 1886, afin de donner annuellement et anonymement d'importantes sommes d'argent à l'université. Par ailleurs, il a financé la construction d'un observatoire universitaire en 1889 sur ses fonds privés.

## Source de la traduction
- (en) Cet article est partiellement ou en totalité issu de l’article de Wikipédia en anglais intitulé « Carl-Zeiss-Stiftung » (voir la liste des auteurs).